# روكو بيتروني
روكو بيتروني (بالإنجليزية: Rocco Petrone) هو مهندس أمريكي، ولد في 31 مارس 1926 في أمستردام في الولايات المتحدة، وتوفي في 24 أغسطس 2006 في بالوس فيرديس إستاتيس في الولايات المتحدة بسبب السكري.